# Otto Heineke
Otto Heineke (* 24. Oktober 1893 in Immensen; † 6. Juli 1980 ebenda) war ein deutscher Kunsthistoriker, Lehrer und Naturschützer.

## Leben und Wirken
Heineke machte nach dem Schulbesuch eine Ausbildung und war anschließend Soldat im Ersten Weltkrieg. Er wurde schwer verwundet und kehrte schließlich aus russischer Kriegsgefangenschaft zurück. In diesen Jahren entwarf und gestaltete er Möbel und Skulpturen.
Er studierte in Leipzig und Greifswald und erwarb Kenntnisse in Literatur und Kunstgeschichte. In dieser Zeit beschäftigte er sich mit dem Zustand und Wert der Natur und Fragen des Schutzes des von der Industrialisierung bedrohten Lebensraumes. Heineke unterrichtete an der Deutschen Schule in Athen. Er veröffentlichte Manuskripte zu Kunstgeschichte, Heimatgeschichte und Naturschutz. Seine Schriften waren von der Wandervogelzeit und einem humanistisch-naturalistischen Lebensideal geprägt. Er verfasste auch Erzählungen zu historischen Themen.
Heineke setzte sich in späterer Zeit für den Natur- und Landschaftsschutz im östlichen Niedersachsen ein. Er wies auf den sich nach seiner Einschätzung rasch ausbreitenden Raubbau der industriellen Gesellschaft an der Natur hin. Er sah den Lebensraum und die Lebensgrundlagen für Fauna und Flora, aber auch für den Menschen, gefährdet. Heineke engagierte sich für den Ausbau des Landschaftsschutzes und den Ausweis von geschützten Räumen und Naturdenkmälern. Im Jahr 1951 übernahm er, als einer der ersten, das Ehrenamt eines Naturschutzbeauftragten, das er viele Jahre ausübte.
Im Rahmen seines jahrzehntelangen heimatgeschichtlichen Engagements trug Heineke eine beachtliche Sammlung heimatkundlicher Art zusammen, mit heimischen Bodenfunden, niedersächsischen Trachten und Gebrauchsgegenständen. Dazu besaß er eine beachtungswerte Ikonensammlung.
Für sein Wirken erhielt er verschiedene öffentliche Auszeichnungen, darunter das Bundesverdienstkreuz am Bande.

## Werke
- Irminheid. Ein Kampf um das niedersächsische Bauerntum. W. A. Adam,  Hannover 1923